# Tadeusz Dobkowski

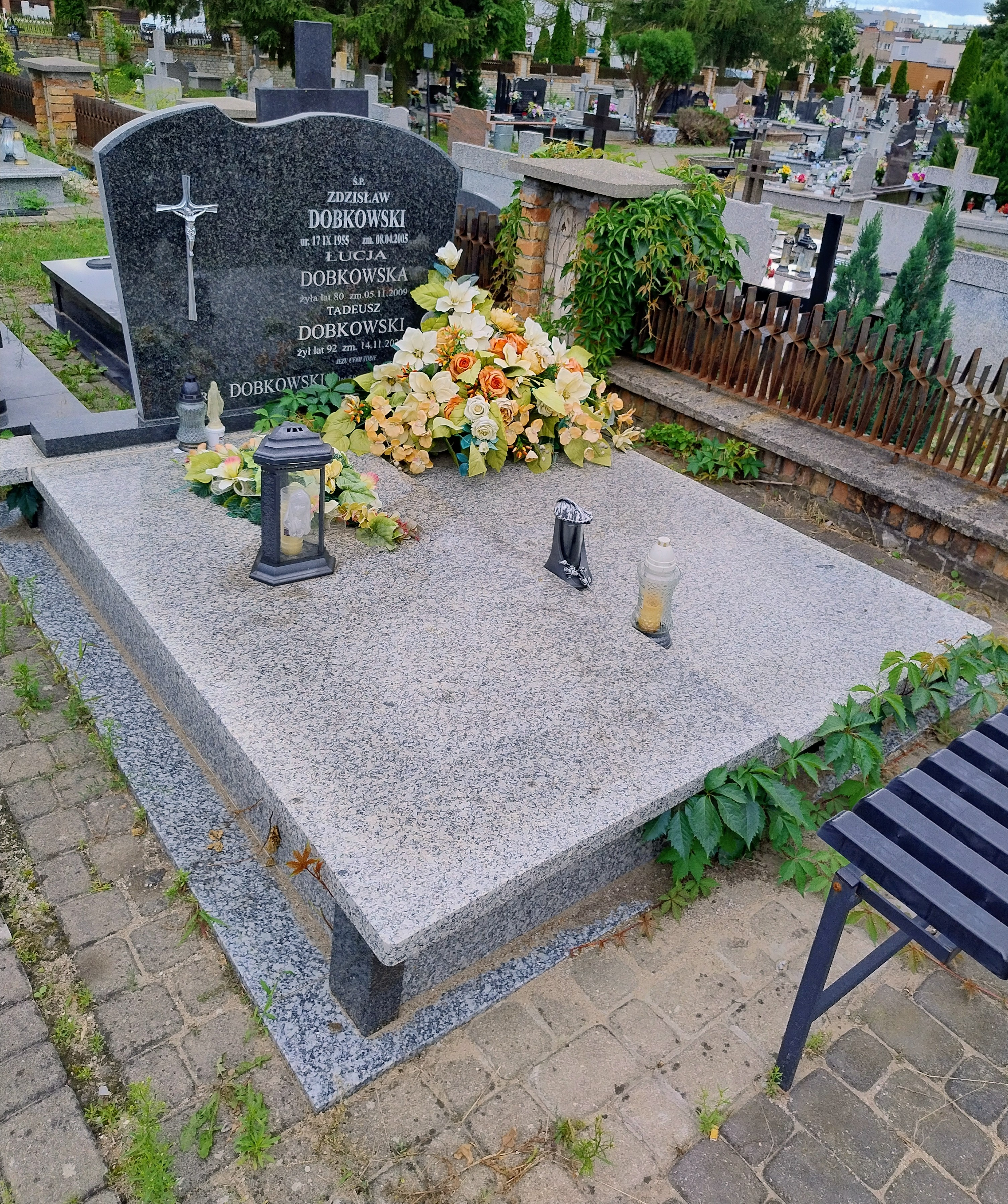
Grób Tadeusza Dobkowskiego (2025)

Tadeusz Jan Dobkowski (ur. 3 czerwca 1928 w Zanklewie, zm. 14 listopada 2020 w Ełku) – Polak, Sprawiedliwy wśród Narodów Świata.

## Życiorys
Tadeusz Dobkowski przyszedł na świat jako drugi syn Apolonii i Bolesława. Mieszkał z rodzicami i trzema braćmi: Mieczysławem, Wincentym i Janem w Zanklewie w pobliżu miejscowości Wizna na Mazowszu. Jego rodzice prowadzili gospodarstwo rolne. We wrześniu 1942 rodzina Dobkowskich udzieliła schronienia znajomej rodzinie żydowskiej Lewinów z Wizny. Do gospodarstwa Dobkowskich zostali przyprowadzeni przez żołnierzy Armii Krajowej, z którymi ojciec Tadeusza współpracował. Dwaj starsi synowie krawca Izraela Lewina zostali zastrzeleni przez Niemców w Lesie Giełczyńskim. Izrael, jego żona Haszka-Fajga (lub Fejga) Lewin z domu Kijak oraz potomstwo Icchak i Ida (lub Jan i Teresa) spędzili w domu Dobkowskich trzy lata. Ich kryjówką był schowek pod szafą w dużym pokoju. Gdy do tego pokoju miał nagle wprowadzić się oficer niemiecki, Tadeusz przekonał rodziców, by ukrywanych nie wydać w ręce Niemców, a przenieść do innej kryjówki. Dobkowscy zdecydowali się przeprowadzić Lewinów do ziemianki wykopanej dla nich w polu. Jesienią 1943 Izrael Lewin został aresztowany przez niemieckiego żołnierza podczas pracy w gospodarstwie. Dzięki operacji zorganizowanej przez rodzinę Dobkowskich, Izrael został uwolniony z aresztu zanim zorientowano się o jego żydowskim pochodzeniu. Po ustaniu działań wojennych w okolicy, w lipcu 1944 Lewinowie przeprowadzili się do Łodzi. Przed emigracją do Izraela w latach 50., z wdzięczności za udzieloną im pomoc, Lewinowie przepisali na Dobkowskich akt własności ich mieszkania w Wiźnie. Lewinowie wymieniali listy z rodziną Dobkowskich a także słali im paczki, jednak kontakt urwał się w 1968. W latach 80. rodziny odnowiły kontakt.
W 1991 Tadeusz Dobkowski wraz z rodzicami Bolesławem i Apolonią oraz braćmi; Mieczysławem i Wincentym zostali odznaczeni medalami Sprawiedliwych wśród Narodów Świata.
Został pochowany na cmentarzu komunalnym w Ełku.